# Swanley
Swanley is een civil parish in het bestuurlijke gebied Sevenoaks, in het Engelse graafschap Kent. De plaats telt 16.226 inwoners.

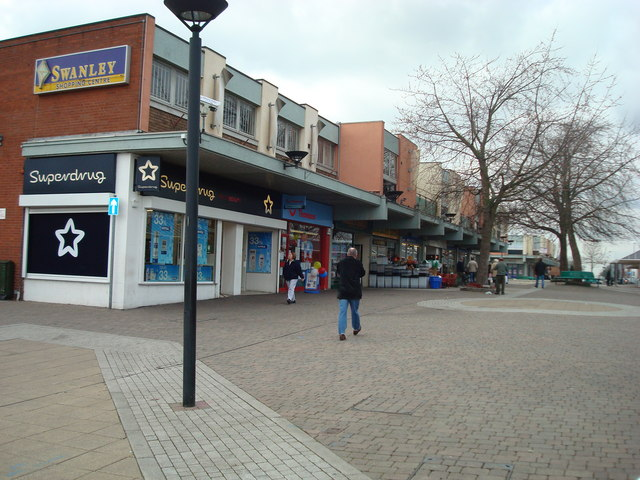
Winkelcentrum
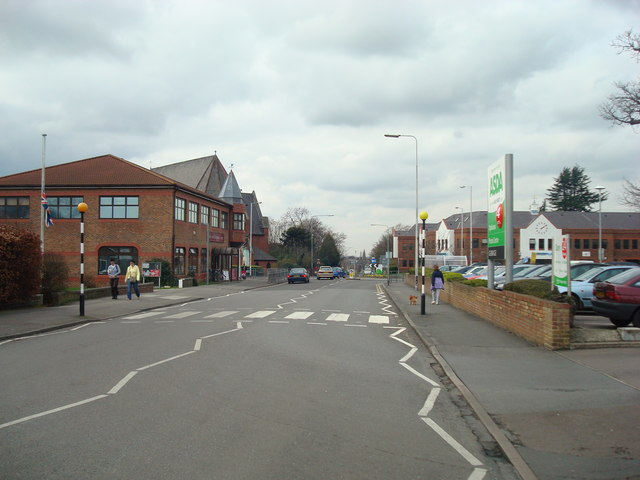
London Road
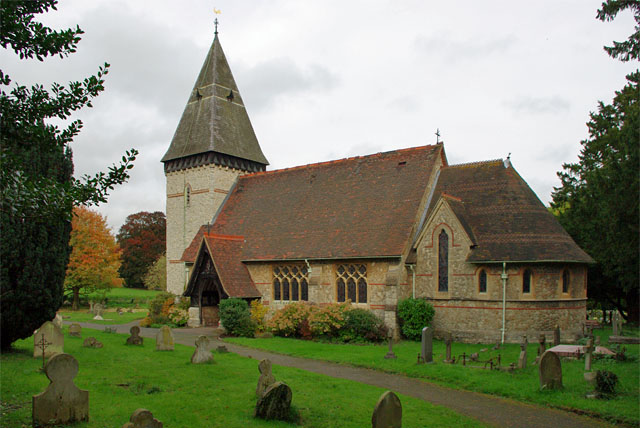
Kerk St. Paul

## Partnerstad
- Frankrijk: Verrières-le-Buisson